# Bruce Furniss
Bruce Furniss (27 maggio 1957) è un ex nuotatore statunitense.
Specializzato nello stile libero e nei misti, ha vinto due medaglie d'oro alle olimpiadi di Montreal 1976: nei 200 m sl e nella staffetta 4x200 m sl.

È diventato uno dei Membri dell'International Swimming Hall of Fame. 
È stato primatista mondiale dei 200 m sl, dei 200 m misti e delle staffette 4x100 m e 4x200 m sl.

## Palmarès
- Olimpiadi
  - Montreal 1976: oro nei 200 m sl e nella staffetta 4x200 m sl.
- Mondiali
  - 1975 - Cali: oro nella staffetta 4x100 m sl, argento nei 200 m e 400 m sl.
  - 1978 - Berlino: oro nella staffetta 4x200 m sl.